# 纳哈扬体育场
纳哈扬体育场（阿拉伯语：‎）是一座位于阿联酋阿布扎比的多功能体育场，现为阿爾華達足球會的主场场地，建成于1995年，容纳人数11,456人。
24°28′10″N 54°22′31″E / 24.469397°N 54.375254°E